# تارهوفو
تارهوفو (بالبلغارية: Търхово)‏ قرية تقع إدارياً ضمن Sevlievo ‏ في بلغاريا. ويبلغ عدد سكانها 124 نسمة حسب تعداد 15 مارس 2015. تعتمد تارهوفو للبريد على الرمز البريدي 5423 وللاتصالات على رمز الاتصال الهاتفي المحلي 067308.